# Élections législatives kosovares de 2025
Les élections législatives kosovares de 2025 (en albanais : Zgjedhjet parlamentare në Kosovë 2025) ont lieu le 9 février 2025 afin d'élire les 120 députés de la 9e législature de l'Assemblée du Kosovo pour un mandat de quatre ans.
La coalition au pouvoir menée par le parti Autodétermination (VV) du Premier ministre du Kosovo Albin Kurti se maintient en tête mais subit un recul qui rend nécessaire la recherche d'un accord de coalition. Les différentes partis échouent cependant à s'entendre pendant plus de six mois, provoquant un blocage des institutions qui se matérialise par leur incapacité à élire un président de l'assemblée.

## Contexte

### Élections de 2021
Arrivé en tête des élections législatives kosovares de 2021, Autodétermination dispose du choix du Premier ministre au cours des deux premières tentatives de coalition. La formation du nouveau gouvernement a lieu dans le contexte de l'élection présidentielle à venir. Organisée au plus tard en mai 2021, cette dernière pourrait conduire à la convocation de nouvelles élections législatives si le parlement échoue à élire un président à la majorité absolue au troisième tour de scrutin. L'avance d'Autodétermination est telle qu'elle devrait lui permettre de gouverner sans avoir à former de coalition avec ses adversaires, en s'appuyant sur le seul soutien des partis des minorités,,. Déclarant « refuser tout compromis avec l'ancien régime », Kurti annonce son intention de former une coalition avec des députés issus des minorités non serbes.
Albin Kurti s'entretient le 18 mars avec les dirigeants des partis des minorités non serbes élus au parlement, en présence de la présidente Vjosa Osmani. À l'issue de ces entretiens, Emilija Redzepi, Elbert Krasniqi et Duda Balje, représentant respectivement le Nouveau parti démocratique, la Nouvelle initiative démocratique du Kosovo et l'Union sociale démocratique, annoncent leur intention de soutenir un gouvernement mené par Kurti, ainsi que de voter pour Osmani lors de la présidentielle à venir. Les trois sièges de ces soutiens assurent à Autodétermination une majorité absolue à l'assemblée. Fikrim Damka et Rasim Demiri, dirigeants du Parti démocratique turc du Kosovo et de la Coalition Vakat ne se prononcent pas, mais se déclarent ouverts à des négociations.
La séance inaugurale de la nouvelle assemblée se tient le 22 mars. Les députés élisent un nouveau président de l'assemblée, Glauk Konjufca, qui poursuit l'intérim de la présidence à la place de Vjosa Osmani,.
Le même jour, Albin Kurti reçoit le vote de confiance de 67 députés, 30 autres votant contre tandis que le reste ne participe pas à la session. Le vote ouvre la voie à la mise en place du gouvernement Kurti II, composé de trois vice-Premiers ministres et quinze ministres. Il est constitué et soutenu par une coalition entre Autodétermination (VV), Guxo, le Parti démocratique turc du Kosovo (KDTP), la Nouvelle initiative démocratique du Kosovo (IRDK) et le Nouveau Parti démocratique (NDS). La Liste serbe pour le Kosovo (SL) dispose d'un ministre en vertu de la Constitution mais n'appuie pas le gouvernement. Ensemble, ils disposent de 62 députés sur 120, soit 51,7 % des sièges de l'Assemblée.

### Conflit du nord du Kosovo
À partir de 2022, il mène une politique offensive contre la minorité serbe du Kosovo avec pour objectif de réinstaller la souveraineté de son gouvernement sur l’ensemble du territoire kosovar. En avril, il a d’abord empêché le gouvernement de Belgrade d’ouvrir des bureaux de vote à Mitrovica, une ville du nord du Kosovo peuplée principalement de Serbes, pour les élections législatives serbes. En août, il a ensuite exigé que la Serbie reconnaisse les pièces d’identité et les plaques d’immatriculation kosovares, menaçant sinon de refuser aux Serbes du Kosovo de pouvoir rentrer chez eux avec des papiers serbes. Il permet le déploiement d’une unité spéciale de police concurrente des unités locales et augmente considérablement le budget des forces de sécurité (de 52 % en 2022 et de 20 % en 2023). Cette stratégie d'antagonisation, visant à arracher un accord avec Belgrade, a conduit en réaction des membres de la minorité serbe à ériger des barricades sur les routes et à des affrontements avec la police. Début novembre, des centaines de juges, policiers ou agents des municipalités serbes ont démissionné pour dénoncer la stigmatisation de cette région.
En 2023, la décision du gouvernement kosovar d’installer des maires albanais à la tête de plusieurs villes très majoritairement peuplées de Serbes provoque des heurts entre manifestants serbes d'une part et forces spéciales de la police kosovare et troupes de l’OTAN (KFOR) d'autre part, faisant une centaine de blessés en quelques jours. Plusieurs pays, dont la Russie et les États-Unis, ont critiqué l'attitude du gouvernement kosovar.

## Système électoral
L'Assemblée du Kosovo est un parlement monocaméral doté de 120 sièges pourvus pour quatre ans au scrutin proportionnel plurinominal dans une circonscription électorale unique. Les sièges sont répartis selon la méthode d'Hondt à tous les partis ayant franchi le seuil électoral de 5 % des suffrages exprimés. Les électeurs ont également la possibilité d'effectuer jusqu'à cinq votes préférentiels pour des candidats de la liste choisie afin de faire monter leurs places dans celle-ci.
Sur les 120 sièges, 100 sont pour les albanophones tandis que les 20 restants sont réservés aux minorités ethniques, à raison de dix sièges pour les Serbes, 3 pour les Bosniaques, 2 pour les Turcs, et 1 chacun pour les Roms, Ashkalis, Égyptiens des Balkans et Gorans. Un siège supplémentaire est cependant attribué à la minorité ayant recueilli le plus de suffrages parmi celles des Roms, Ashkalis et Égyptiens des Balkans, ce qui amène le plus souvent ces trois minorités à être présentées regroupées dans un ensemble comportant quatre sièges. Tous les partis doivent obligatoirement déclarer la communauté qu'ils représentent lors de leur enregistrement. Les électeurs se rendant aux urnes ont le choix de voter soit pour un parti ordinaire, soit pour un parti représentant une minorité. Après décompte des voix, la répartition de ces sièges se fait à la proportionnelle selon la même méthode que pour les sièges ordinaires, mais en ne prenant en compte pour chaque minorité que les suffrages obtenus par les partis représentant cette minorité. En pratique, dans le cas d'une minorité dotée d'un seul siège à pourvoir, le vote prend la forme d'un scrutin uninominal majoritaire à un tour,.
Depuis 2008, toutes les listes sont en outre soumises à des quotas imposant un minimum de 30 % de candidats de chacun des deux sexes, avec une alternance dans l'ordre des listes au minimum tous les trois noms.

## Résultats
| Diagramme de la répartition des sièges par parti dans le parlement élu. |                                                   |                                                   |           |       |               |               |  |
| Partis ou coalitions                                                    | Partis ou coalitions                              | Partis ou coalitions                              | Voix      | %     | Sièges        | +/-           |  |
|                                                                         |                                                   | Autodétermination (VV)                            | 396 787   | 42,30 |               |               |  |
|                                                                         | Guxo                                              |                                                   | 396 787   | 42,30 |               |               |  |
| Liste commune VV                                                        | Liste commune VV                                  | 47                                                | 396 787   | 42,30 | 11            |               |  |
|                                                                         | Parti démocratique du Kosovo (PDK)                | Parti démocratique du Kosovo (PDK)                | 196 474   | 20,95 | 24            | 5             |  |
|                                                                         | Ligue démocratique du Kosovo (LDK)                | Ligue démocratique du Kosovo (LDK)                | 171 357   | 18,27 | 20            | 6             |  |
|                                                                         |                                                   | Alliance pour l'avenir du Kosovo (AAK)            | 66 256    | 7,06  |               |               |  |
|                                                                         | Initiative sociale-démocrate (NISMA)              |                                                   | 66 256    | 7,06  |               |               |  |
| Liste commune AAK                                                       | Liste commune AAK                                 | 8                                                 | 66 256    | 7,06  | en stagnation |               |  |
|                                                                         | Liste serbe pour le Kosovo (SL)                   | Liste serbe pour le Kosovo (SL)                   | 39 915    | 4,26  | 9             | 1             |  |
|                                                                         |                                                   | Alliance pour un nouveau Kosovo (AKR)             | 20 023    | 2,13  | 0             | 1             |  |
|                                                                         | Parti de la justice (PD)                          | 0                                                 | 20 023    | 2,13  | Nv            |               |  |
| Coalition pour la famille                                               | Coalition pour la famille                         | 0                                                 | 20 023    | 2,13  | 1             |               |  |
|                                                                         | Parti démocratique turc du Kosovo (KDTP)          | Parti démocratique turc du Kosovo (KDTP)          | 4 824     | 0,51  | 2             | en stagnation |  |
|                                                                         | Nouvelle initiative démocratique du Kosovo (IRDK) | Nouvelle initiative démocratique du Kosovo (IRDK) | 4 688     | 0,50  | 1             | en stagnation |  |
|                                                                         | Nouveau parti démocratique (NDS)                  | Nouveau parti démocratique (NDS)                  | 4 158     | 0,44  | 1             | en stagnation |  |
|                                                                         | Pour la liberté, la justice et la survie (GI SPO) | Pour la liberté, la justice et la survie (GI SPO) | 4 139     | 0,44  | 1             | 1             |  |
|                                                                         | Coalition Vakat (KV)                              | Coalition Vakat (KV)                              | 3 471     | 0,37  | 1             | en stagnation |  |
|                                                                         | Démocratie serbe (SD)                             | Démocratie serbe (SD)                             | 3 271     | 0,35  | 0             | Nv            |  |
|                                                                         | Parti libéral égyptien (PLE)                      | Parti libéral égyptien (PLE)                      | 3 251     | 0,35  | 1             | 1             |  |
|                                                                         | Union sociale démocratique (SDU)                  | Union sociale démocratique (SDU)                  | 3 042     | 0,32  | 1             | en stagnation |  |
|                                                                         | Parti Ashkali pour l’intégration (PAI)            | Parti Ashkali pour l’intégration (PAI)            | 2 196     | 0,23  | 1             | 1             |  |
|                                                                         | Parti démocrate des Ashkalis du Kosovo (PDAK)     | Parti démocrate des Ashkalis du Kosovo (PDAK)     | 2 056     | 0,22  | 0             | en stagnation |  |
|                                                                         | Mouvement national serbe (MNS)                    | Mouvement national serbe (MNS)                    | 1 846     | 0,20  | 0             | Nv            |  |
|                                                                         | Parti du mouvement innovant turc (YTHP)           | Parti du mouvement innovant turc (YTHP)           | 1 800     | 0,19  | 0             | Nv            |  |
|                                                                         | Parti Gorani unique (JGP)                         | Parti Gorani unique (JGP)                         | 1 734     | 0,18  | 1             | 1             |  |
|                                                                         | Notre initiative (NAŠA)                           | Notre initiative (NAŠA)                           | 1 553     | 0,17  | 0             | en stagnation |  |
|                                                                         | Parti rom uni du Kosovo (PRYK)                    | Parti rom uni du Kosovo (PRYK)                    | 1 350     | 0,14  | 1             | en stagnation |  |
|                                                                         | Fjala                                             | Fjala                                             | 899       | 0,10  | 0             | en stagnation |  |
|                                                                         | Parti turc Kosova Adalet                          | Parti turc Kosova Adalet                          | 642       | 0,07  | 0             | Nv            |  |
|                                                                         | Parti du front national albanais (PBK)            | Parti du front national albanais (PBK)            | 621       | 0,07  | 0             | en stagnation |  |
|                                                                         | Grande initiative Narodna Pravda                  | Grande initiative Narodna Pravda                  | 620       | 0,07  | 0             | Nv            |  |
|                                                                         | Parti des serbes du Kosovo                        | Parti des serbes du Kosovo                        | 462       | 0,05  | 0             | en stagnation |  |
|                                                                         | Opre Roma Kosova                                  | Opre Roma Kosova                                  | 384       | 0,04  | 0             | Nv            |  |
|                                                                         | Indépendants                                      | Indépendants                                      | 191       | 0,02  | 0             | Nv            |  |
|                                                                         |                                                   |                                                   |           |       |               |               |  |
| Suffrages exprimés                                                      | Suffrages exprimés                                | Suffrages exprimés                                | 938 010   | 97,07 |               |               |  |
| Votes blancs et nuls                                                    | Votes blancs et nuls                              | Votes blancs et nuls                              | 28 273    | 2,93  |               |               |  |
| Total                                                                   | Total                                             | Total                                             | 966 283   | 100   | 120           | en stagnation |  |
| Abstention                                                              | Abstention                                        | Abstention                                        | 1 109 585 | 53,45 |               |               |  |
| Inscrits/Participation                                                  | Inscrits/Participation                            | Inscrits/Participation                            | 2 075 868 | 46,55 |               |               |  |

## Analyse et conséquences
Bien que largement en tête, la coalition menée par Autodétermination (VV) du Premier ministre du Kosovo Albin Kurti subit un recul qui met en doute sa capacité à se maintenir en poste. Les différents partis composant l'opposition se retrouvent en effet en position de provoquer une alternance à la condition de s'accorder sur un programme commun. Albin Kurti reste néanmoins en position de force, celui ci n'ayant besoin de s'entendre qu'avec un seul autre parti. Un accord de coalition avec l'Initiative sociale-démocrate (NISMA) menée par Fatmir Limaj est ainsi évoqué.
Le processus de formation d'un gouvernement s'avère cependant une impasse, les partis ne parvenant pas à s'entendre plusieurs mois après les élections,,. En effet, l'Assemblée ne parvient pas à élire son président, une étape nécessaire avant de pouvoir investir un nouveau gouvernement. Autodétermination ayant perdu sa majorité absolue, il ne peut pas faire élire à lui seul sa candidate, la ministre de la justice Albulena Haxhiu, les autres forces politiques représentées à l'Assemblée lui faisant barrage,. La Cour constitutionnelle juge le 26 juin que les parlementaire sont tenus d'élire un président dans les trente prochains jours. 
Le blocage provoque des manifestations dans le pays, ainsi que des appels à l'organisation de nouvelles élections anticipées,. Le parti d'Albin Kurti se déclare peu favorable à cette éventualité, proposant à la place d'organiser l'élection du président de l'Assemblée à bulletin secret et non plus public. Les autres forces politique estiment cependant cette proposition inconstitutionnelle. La Cour constitutionnelle est saisie sur cette question par le Parti démocratique du Kosovo, la Ligue démocratique du Kosovo et la Présidente de la république, Vjosa Osmani, pour trancher cette question de procédure.
Face à la persistance du blocage qui abouti à la date limite du 26 juillet à 54 tentatives infructueuses d'élection d'un président de l'Assemblée, la Cour constitutionnelle décide d'interdire la tenue d'autres votes ou l'adoption de lois jusqu'au 8 août, en attendant sa décision.